# Hans Jonatan
Hans Jonatan (auch Hans Jonathan, isländische Schreibweise Hans Jónatan; * 12. April 1784 in Saint Croix; † 18. Dezember 1827 in Djúpivogur, Island) war ein geflüchteter Sklave, der es zu einem angesehenen Bürger in Island brachte. Sein Fall schrieb Rechtsgeschichte dänischer Kolonialpolitik und er wurde Objekt eines bahnbrechenden Projekts der Genforschung.

## Erste Jahre

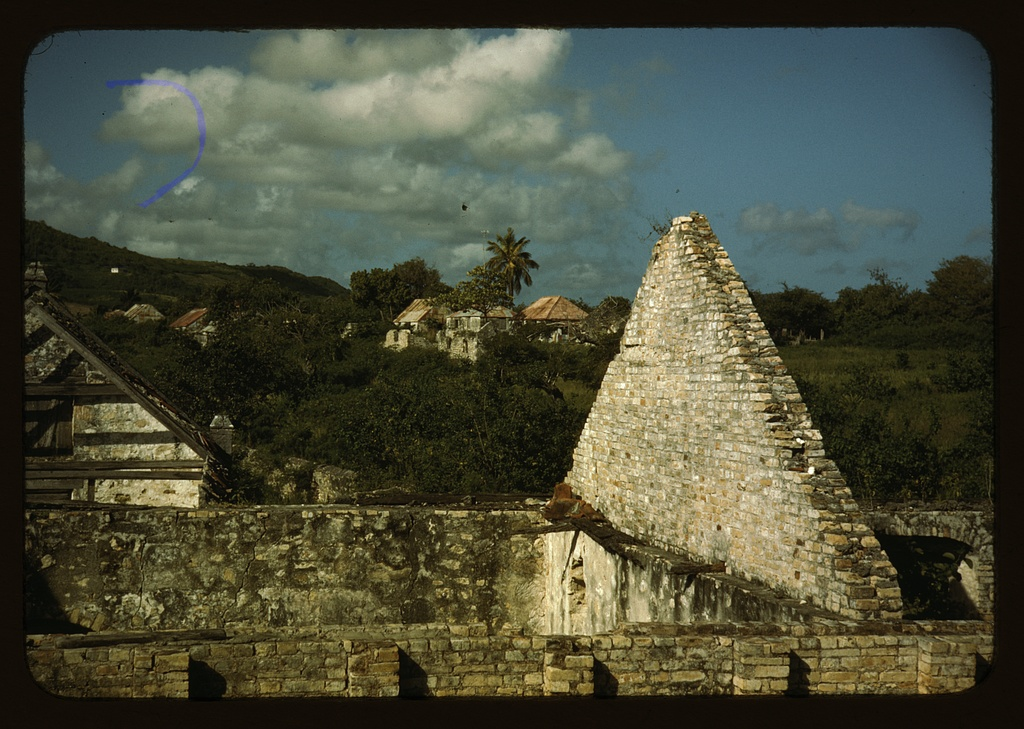
Ruine einer alten Zuckermühle auf St. Croix

Als Sohn einer sogenannten Haussklavin, der Schwarzen Emilia Regina, wurde Hans Jonatan 1784 nach den dänischen Kolonialgesetzen in St. Croix bereits als Sklave geboren. Als Besitzer war Heinrich Ludwig von Schimmelmann in der Geburtsurkunde eingetragen, Verwalter von Zuckerrohr- und Baumwoll-Plantagen, und zeitweiliger Generalgouverneur von Dänisch-Westindien. Als Hans Jonatans Vater vermuten Historiker den Dänen Heinrich Grams, der drei Jahre lang als Sekretär bei Schimmelmann tätig war. Hans Jonatan hatte eine Halbschwester Anna Maria (* 1788), deren Vater ebenfalls ein Haussklave namens Andreas war.

## Kopenhagen
Nachdem der Ertrag der Plantagen schrumpfte, gingen Schimmelmanns 1799 nach Dänemark zurück und nahmen zunächst Emilia Regina und später Hans Jonatan mit nach Kopenhagen. Kurz danach starb Schimmelmann, und seine Witwe Henriette erbte den Jungen. Als Siebzehnjähriger ergriff Hans Jonatan die Flucht, meldete sich bei der dänischen Marine und nahm 1801 an der Schlacht von Kopenhagen teil. Als Anerkennung verfügte Kronprinz Friedrich VI. seine Freiheit.
Henriette von Schimmelmann reagierte prompt und bezeichnete die Flucht als Diebstahl. Hans Jonatan wurde in Haft genommen. Unter dem Titel Generalmajorinde Henriette de Schimmelmann contra mulatten Hans Jonathan ging der Fall im Jahr 1802 vor Gericht. Im Gegensatz zu den dänischen Kolonien war Sklaverei im Mutterland Dänemark illegal. Schimmelmann argumentierte, Hans Jonatan sei ihr Eigentum und sie wolle ihn in der dänischen Kolonie Westindien verkaufen. Richter Anders Sandøe Ørsted (der später Premierminister wurde) gab ihr mit einem Grundsatzurteil vom März 1802 recht und verfügte seine Rückkehr in die dänische Kolonie. Hans Jonatan gelang eine zweite Flucht. Henriette von Schimmelmann und die dänische Obrigkeit verloren ihn aus den Augen.

## Island

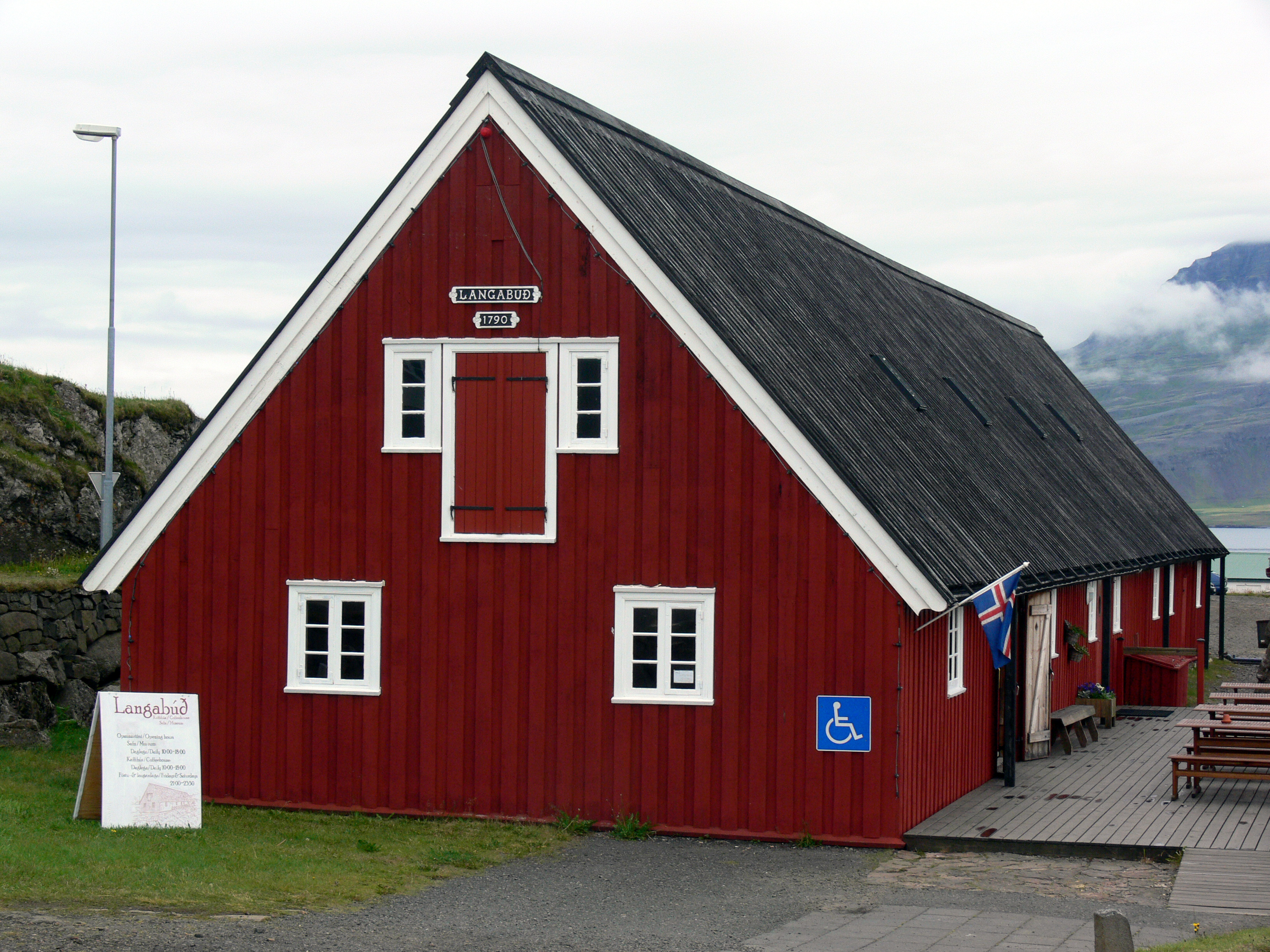
Die Handelsstation in Djupivogur, heute ein Museum

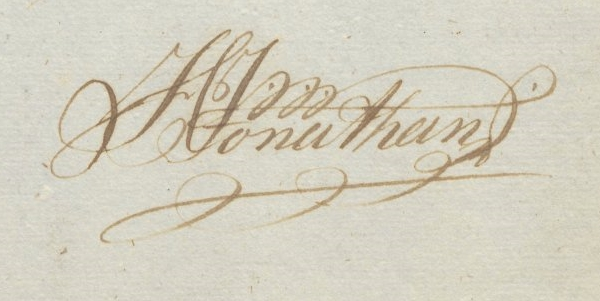
In seiner Signatur hat Jonatan seinem Geburtsnamen ein „h“ zugefügt.

Der erste Hinweis auf sein Leben in Island, das damals zu Dänemark-Norwegen gehörte, findet sich 1812 in den Tagebuchnotizen des norwegischen Kartografen Hans Frisak:

„Er kommt von den Westindischen Inseln und hat keinen Nachnamen ..., aber nennt sich selbst Hans Jonathan. Er hat eine sehr braune Haut, mit kohlschwarzem, wolligem Haar. Sein Vater ist Europäer, aber seine Mutter ist eine Negerin.“

Jonatan war einer der ersten Schwarzen auf der abgelegenen Insel. In den 1990er Jahren begannen Wissenschaftler das Puzzle seines Lebenslaufes zu rekonstruieren und seine Geschichte wurde allgemein bekannt.
Danach war er 1802 auf Island angekommen, fand Arbeit bei der dänischen Handelsstation in Djúpivogur und lebte als Kleinbauer in Borgargarður. Im Jahre 1819 übernahm er die Leitung des Handelspostens. 1820 heiratete er die isländische Bauerntochter Katrín Antoníusdóttir aus Háls. Sie bekamen drei Kinder, von denen zwei überlebten. Hans Jonatan starb 1827 im Alter von 47 Jahren.

## Das Genprojekt
Die Tatsache, dass Hans Jonatan – je nach Quellenlage – als erster oder einer der ersten Schwarzen auf das abgeschiedene Island gekommen war, ermöglichte 2018 eine bahnbrechende DNA-Studie. Zum ersten Mal gelang es Wissenschaftlern, die Genstruktur eines Menschen näher zu bestimmen, ohne über Genmaterial von ihm zu verfügen. Die Studie wurde durch die extreme Seltenheit des afrikanischen Erbes in Island, die Homogenität der Bevölkerung des Landes und seine umfassende genealogische Datenbank unterstützt. Die Forscher identifizierten 788 Nachkommen Jonatans und entnahmen 182 von ihnen Genproben. Dieses Erbmaterial wurde gegen bekannte Muster afrikanischer DNA analysiert, wobei etwa 38 % des DNA-Profils seiner Mutter und damit 19 % seines eigenen Profils wiederhergestellt werden konnten. Daraus wurde geschlossen, dass die Vorfahren der Mutter Jonatans aus einer Region stammen, die heute Nigeria, Benin und Kamerun umfasst.